# Sofía Mulánovich
Inés Sofía Mulánovich Aljovín (Lima, 24 de junio de 1983) es una surfista peruana profesional, ganadora de 3 campeonatos Mundiales de Surf. Obtuvo el título de campeona del mundo en 2004 por la WSL (World Surf League por sus siglas en inglés, antes ASP) y obtuvo dos títulos mundiales ISA (International Surfing Association) en los años 2004 y 2019. En 2004, Sofía fue doble campeona Mundial (WSL e ISA). 
Posteriormente y por motivos laborales dejó de competir en el grupo élite de la WSL en 2013 y, desde entonces, se enfocó en torneos ISA que también contemplan competencias grupales por países. 
Para obtener la Liga Mundial de Surf (WSL), Mulánovich es la única surfista peruana y latinoamericana que tiene este título élite, tuvo que ganar 3 de las 6 series del año (ganó la Roxie Pro en Fiyi, Billabong Pro en Tahití y Roxie Pro de Francia) obteniendo 5484 puntos en los circuitos de ese año. El Campeonato Mundial ISA para mujeres en marzo de 2004 lo obtuvo en Salinas, Ecuador. En septiembre de 2019, luego de 15 años de exitosa trayectoria, obtuvo el campeonato en open damas del Mundial ISA Surf en Japón.

## Biografía
Es hija de Herbert Felipe Mulánovich Barreda e Inés Aljovín de Losada. Tiene dos hermanos, Herbert y Matías. Estudió en el Colegio San Silvestre. Por su lado materno, es descendiente del ex Ministro de Educación Cristóbal de Losada y Puga.[cita requerida]
Desde niña ya practicaba el surf pues vivía cerca de la playa en Punta Hermosa, iniciándose en sus entrenamientos con su descubridor Roberto "Muelas" Meza. Su entrenador y principal inspiración para este deporte es su hermano Matías Mulánovich. En el Perú es conocida coloquialmente como "La Reina", "La Gringa" o simplemente "Sofi".

[Sobre el machismo en en la práctica del surf peruano] la verdad es que yo nunca he tenido problemas con los chicos en el agua. Siempre surfeaba con mis hermanos y con mis amigos y me encanta, me encanta surfear y siempre podía aprender mucho de ellos y eso es bien bueno. Pero, ahora ya hay muchas chicas que se meten al agua. En Perú yo creo que hay tantas mujeres como hombres y eso del machismo ya es algo pasado en cualquier deporte.

Es la primera mujer peruana e hispanoamericana que ha conseguido el título de Campeona Mundial de Surf al ganar el campeonato mundial de la Liga Mundial de Surf (WSP) antes llamada Asociación de Surfistas Profesionales (ASP). Este título se otorga a la surfista que gana más puntos durante los diversos eventos oficiales de la temporada. En 2004, Mulánovich ganó tres, de las seis fechas, lo que le dio el puntaje más que necesario para ganar el máximo título. En 2004 ganó también el campeonato mundial ISA, en Salinas-Ecuador, por lo que ya era doble campeona mundial en ese año. En 2005 logró el segundo lugar en la misma competición WSL. En julio de 2006, logró un nuevo título al ganar el Honda Women's US Open of Surfing en Huntington Beach, California.
Mulánovich recibió los Laureles Deportivos en el grado de Gran Cruz el 12 de enero de 2005. En 2006 la revista Surfing la eligió como «mejor surfista femenina».
Anunció que dejaría de competir en la WSP en 2013 pero no se retiró del Surf como muchos especularon. Sofía ha seguido participando en las competencias ISA, de forma individual y como equipos por Perú, consiguiendo importantes triunfos y un nuevo Campeonato Mundial ISA en septiembre de 2019.
En el 2015 fundó un proyecto nacional en busca de talentos jóvenes menores de 18 años, que destacaban en este deporte, llamado "Proyecto Sofía Mulanovich". De este proyecto han salido nuevos valores como Daniella Rosas, ganadora de la Medalla de Oro en los Juegos Panamericanos 2019. Mulanovich pese, a que fue eliminada del mundial ISA desarrollado en El Salvador, pudo conseguir el cupo para participar en los Juegos Olímpicos de Tokio 2020.
El 7 de mayo de 2020 anunció que fue madre de un niño llamado Theo, junto a su pareja, la fotógrafa venezolana Camila Toro.Luego dio a luz a su segundo hijo de nombre martin.
En 2023 es elegida por el suplemento Deporte Total de El Comercio como «mejor surfista femenina».

## Palmarés
- 2019
  - 2019 Campeona Mundial (ISA Women's World Championship)[18]
- 2016
  - 2016 1.er lugar QS Maui and Sons Pichilemu Women's Pro[19]
- 2012
  - 2012 primer lugar China World Cup[20]
- 2009Mulánovich con un trofeo en sus manos.

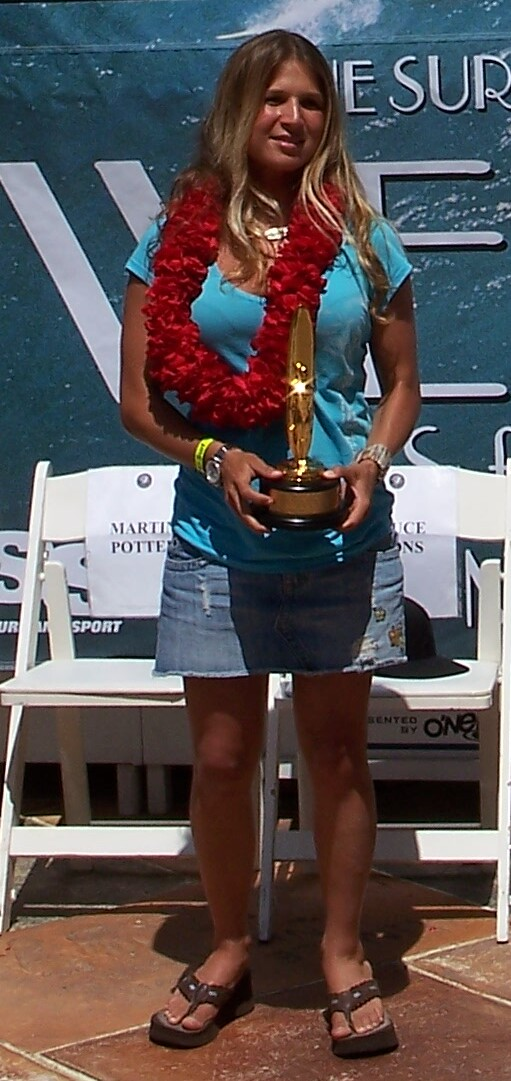
Mulánovich con un trofeo en sus manos.

  - 2009 1.er lugar Movistar Peru Classic (WCT)[21]
  - 2009 1.er lugar Copa Movistar, Peru (WQS)
- 2008
  - 2009 segundo lugar Billabong Girls Pro Rio
  - 2008 segundo lugar Rip Curl Pro, Australia
  - 2008 1.er lugar Roxy Pro Gold Coast, Australia
- 2007
  - 2007 Ingreso al Salón de la Fama del Surf
  - 2007 1.er lugar Roxy Pro Sunset Beach, Hawaii
  - 2007 1.er lugar Rip Curl Girls Festival Europe, Spain
  - 2007 segundo lugar Rip Curl Pro Bells Beach, Australia
  - 2007 segundo lugar World Championship Tour
- 2006
  - 2006 Vans Triple Crown of Surfing Champion (récord)
  - 2006 5.º lugar World Championship Tour
  - 2006 1.er lugar US Open of Surfing Huntington Beach, California (WQS)
  - 2006 segundo lugar Billabong Girls Itacare, Brasil (WQS)
  - 2006 1.er lugar OP Pro Hawaii Haleiwa, Oahu (WQS)
  - 2006 Ganó el Teen Choice Award - Choice Action Sports Female
- 2005
  - 2005 Ganó el ESPY Best Action-Sports Athlete
  - 2005 segundo lugar World Championship Tour
  - 2005 1.er lugar Roxy Pro UK, United Kingdom
  - 2005 1.er lugar Roxy Pro Tavarua, Fiji
  - 2005 1.er lugar Rip Curl Pro Bells Beach, Australia
  - 2005 tercer lugar Telefónica Cup Asia Beach, Peru
  - 2005 tercer lugar Billabong Pro Teahupoo, Tahití
- 2004
  - 2004 Campeona Mundial (ISA Women's World Championship)
  - 2004 Campeona Mundial (WSL Women's World Championship Tour)
  - 2004 1.er lugar Rip Curl Girls Festival Europe, France
  - 2004 1.er lugar Billabong Pro Teahupoo, Tahití
  - 2004 1.er lugar Roxy Pro, Fiji
- 2003
  - 2003 tercer lugar WCT Roxy ProTavarua, Fiji
  - 2003 segundo lugar WQS Roxy Pro Phillip Island, Australia
  - 2003 segundo lugar World Qualifying Series (WQS)
  - 2003 7.º lugar World Championship Tour (WCT)
  - 2003 Votada Número 5 Top Female Surfer, Surfer Poll Award
- 2002
  - 2002 segundo lugar WQS ASP Turtle Bay, Hawaii[22]
  - 2002 segundo lugar WCT Roxy Pro South West Coast, France
  - 2002 4.º lugar WQS Rip Curl Pro Hossegor, France
  - 2002 tercer lugar WQS US Open of Surfing Huntington Beach, CA
  - 2002 Calificó al 2003 World Championship Tour
  - 2002 Clasificada 2.ª en el WQS Tour
  - 2002 Votada por Surfer Magazine como the Number 1 Female Grommet (a.k.a. Best Upcoming Female Surfer)
  - 2002 4 veces campeona Nacional 1999-2002